# Ottlik György
Ottlik György József Ödön (Budapest, 1889. június 23. – Párizs, 1966. július 15.) magyar újságíró, diplomata, országgyűlési képviselő.

## Életpályája
A középiskolát Budapesten végezte el. A budapesti egyetemen államtudományi doktorátust szerzett. Ezt követően diplomáciai pályára lépett. 1912–1929 között a szófiai és a berni követségen dolgozott. 1919–1923 között a Pester Lloyd külpolitikai szerkesztője, 1937–1944 között főszerkesztője volt. 1923–1930 között a Budapesti Hírlap külügyi rovatvezetője, 1934–1935 között főszerkesztője volt. 1927–1934 között a magyar delegáció póttagja a Népszövetségben. 1930-ban a Népszövetség Ellenőrző Bizottságának póttagjává választották. 1935–1939 között a Nouvelle Revuc de Hongrie főszerkesztője volt. 1939–1944 között országgyűlési képviselő volt.
Lányi Zsigmonddal szerkesztette a Népszövetség francia nyelvű évkönyvét.

## Családja
Szülei Ottlik Iván (1858–1940) politikus, a Földművelésügyi Minisztérium államtitkára és miklósvári Miklós Róza (1862–1940) voltak. 1950-ben házasságot kötött Bauer Anitával. Testvére, Ottlik László (1895–1945) szociológus, filozófus volt.

## Művei
- Milyen legyen az új magyar diplomácia. A múlt bírálata, külföldi reformtervek, javaslatok követségeink és konzulátusaink szervezésére nézve; előszó Andrássy Gyula; Benkő, Bp., 1920 (Az OMKE kiadványai)
- Idősebb gróf Andrássy Gyula; Franklin Ny., Bp., 1944